# 纳拉耶恩佩特
纳拉耶恩佩特（Narayanpet），是印度安得拉邦Mahbubnagar县的一个城镇。总人口37529（2001年）。

## 人口
该地2001年总人口37529人，其中男性18735人，女性18794人；0—6岁人口5038人，其中男2567人，女2471人；识字率57.99%，其中男性为67.14%，女性为48.87%。